# Varietat diferenciable
Una varietat diferenciable és un espai topològic separat V en el qual hi ha definida una família de funcions reals F = (V), que compleixen les següents condicions: si f és una funció f: V → R tal que per a tot punt p de V existeix una funció q de F que coincideix amb f en un cert entorn de p, aleshores f és de F; si f1, ..., fk són funcions de F, i si F és una funció diferenciable qualsevol sobre l'espai euclidià Rk, aleshores F (fk, ..., fn) pertany a F; per a tot punt p de V existeixen n funcions f1, ..., fn de F tals, que l'aplicació q → [f1(q), ..., fn(q) ] dona un homeomorfisme entre un cert entorn U de p i un obert de Rn.
En geometria i topologia, una varietat diferenciable és un tipus especial de varietat topològica, a la qual podem estendre les nocions de càlcul diferencial que normalment fem servir a {\displaystyle \mathbb {R} ^{n}}.
En una varietat diferenciable M podrem definir el que és una funció diferenciable {\displaystyle f:M\rightarrow {}\mathbb {R} }, i camps de tensors diferenciables (inclosos camps de vectors). L'estudi del càlcul en varietats diferenciables es coneix com a geometria diferencial.

## Generalització dels conceptes de corba i superfície
Una varietat diferenciable representa una generalització, en dos aspectes bàsics, del concepte de superfície diferenciable:
- Suposa la generalització a qualsevol nombre de dimensions. En dimensió 1, una varietat és una corba, en dimensió 2, una superfície, en dimensió 0, un punt.
- Suposa una altra generalització en intentar definir una varietat de manera intrínseca. Per exemple, una corba o una superfície solen descriure embegudes en un espai ambient R³, però es podrien descriure sense fer-hi al·lusió. És més, hi ha casos de varietats de dimensió 2 que no podran veure's embegudes en un espai euclidià de dimensió 3 (però sí de dimensió superior).

Abans de fer la segona generalització, podríem pensar que una varietat és diferenciable, informalment parlant, si cada un dels seus punts té espai tangent, és a dir, no té "pics" ni "fils". Però per fer una definició formal necessitarem que aquesta no faci al·lusió a un possible encastat de la varietat en un espai ambient.

## Una mica d'història
Riemann, al segle xix, va observar la importància de definir la noció de varietat d'una manera intrínsec, sense requerir que l'espai topològic subjacent estigués encastat en un espai afí. La definició formal precisa va ser introduïda per primera vegada per Hermann Weyl el 1913.
Les varietats diferenciables apareixen en diversos camps de la física:
- En Relativitat general, l'espai (de dimensió 3) i el temps formen una varietat de dimensió 4 anomenada espaitemps.
- Moltes teories modernes, com la Teoria de cordes, operen en una varietat de dimensió més gran que 4.
- En mecànica clàssica, per descriure la situació d'un sòlid rígid en l'espai es necessiten 6 paràmetres (3 que descriguin la posició del seu centre de masses i altres 3 que corresponen als graus de llibertat rotacional). Una situació concreta d'un sòlid quedarà descrita com un punt en una varietat diferenciable de dimensió 6, que s'anomena espai de configuració del sòlid rígid.

## Conceptes previs de varietats topològiques
Recordem els conceptes de varietat topològica i de cartes:
- Una varietat topològica de dimensió {\displaystyle n\geq 0} és un espai topològic {\displaystyle M} (que sol suposar Hausdorff i ANII) al que per a cada {\displaystyle p\in M} hi ha un entorn obert {\displaystyle U_{p}\subset M} homeomorf a un obert de {\displaystyle \mathbb {R} ^{n}} mitjançant {\displaystyle \varphi _{p}:U_{p}\longrightarrow V_{p}\subset \mathbb {R} ^{n}}.
- Un parell {\displaystyle (U_{p},\varphi _{p})} sota aquestes condicions es denomina carta o sistema coordinat sobre {\displaystyle M} per {\displaystyle p}, i l'aplicació {\displaystyle \varphi _{p}} s'anomena aplicació coordenada per {\displaystyle p}.
- Cada aplicació coordenada es podrà desglossar com un conjunt de n funcions coordenades {\displaystyle (x_{1},\ldots ,x_{n})}: en efecte, si per a cada {\displaystyle j\in \{1,...,n\}\subset \mathbb {Z} } convenim a representar per {\displaystyle r_{j}} a la funció {\displaystyle r_{j}:\mathbb {R} ^{n}\longrightarrow \mathbb {R} } que a cada {\displaystyle q=(q_{1},...,q_{n})\in \mathbb {R} ^{n}} li fa correspondre {\displaystyle r_{j}(q)=q_{j}} (és a dir, la {\displaystyle j}-èsima coordenada de {\displaystyle q}), anomenarem a l'aplicació {\displaystyle x_{j}=r_{j}\circ \varphi _{p}} com la funció coordenada per {\displaystyle p}.

Podríem qüestionar-nos com seria possible determinar si una funció {\displaystyle f:M\rightarrow {}\mathbb {R} } definida en una varietat topològica és una funció diferenciable. Aparentment seria suficient exigir que {\displaystyle f\circ \varphi _{\alpha }^{-1}}, el que ofereix aquest entorn coordinat sigui diferenciable. Però aquesta condició no seria consistent si fem un canvi de carta. En efecte, si observem la seva expressió en una altra carta:
{\displaystyle f\circ \varphi _{\beta }^{-1}=f\circ (\varphi _{\alpha }^{-1}\circ \varphi _{\alpha })\circ \varphi _{\beta }^{-1}=(f\circ \varphi _{\alpha }^{-1})\circ (\varphi _{\alpha }\circ \varphi _{\beta }^{-1})},
necessitarem per mantenir la consistència que el canvi de cartes representat per l'últim parèntesi sigui diferenciable. Aquesta exigència és la base de la definició d'estructura diferenciable.

## Definició

### Estructura diferenciable
Donada una varietat topològica {\displaystyle M} i un nombre enter {\displaystyle r\geq 0}, una estructura diferenciable (o atles maximal) {\displaystyle F} de classe {\displaystyle r} sobre {\displaystyle M} és una família {\displaystyle \{(U_{\lambda },\varphi _{\lambda }):\lambda \in \Lambda \}} de sistemes coordenats sobre {\displaystyle M} de manera que es compleixi que:
1. {\displaystyle U_{\lambda }} recobreix M, és a dir, {\displaystyle \bigcup _{\lambda \in \Lambda }U_{\lambda }=M},
2. donats dos qualsevol {\displaystyle \alpha ,\beta \in \Lambda } ha de passar que l'aplicació {\displaystyle \varphi _{\alpha }\circ \varphi _{\beta }^{-1}}, anomenada canvi de cartes sigui diferenciable d'ordre {\displaystyle r}.
3. {\displaystyle F} és maximal (relatiu a l'ordre donat per la inclusió de conjunts) entre totes les famílies d'entorns coordenats sobre {\displaystyle M} sota les condicions 1 i 2.

### Varietat diferenciable
Es diu que el parell {\displaystyle (M,F)} format per la varietat topològica {\displaystyle M} de dimensió {\displaystyle n} i per l'estructura diferenciable {\displaystyle F} de classe {\displaystyle r} és una varietat diferenciable de dimensió {\displaystyle n} i classe {\displaystyle r}.
Hi ha una certa confusió sobre la terminologia varietat diferenciable (sense més especificacions) i varietat suau. En qualsevol cas, per evitar confusions, tots els textos indiquen què entenen per varietat diferenciable.

### Subvarietat diferenciable
És qualsevol subconjunt d'una varietat diferenciable que mitjançant la topologia induïda de la varietat original segueix tenint estructura de varietat diferenciable. En general les subvarietats diferenciables són els subconjunts de punts per als quals és possible definir localment una funció diferenciable f que satisfaci:

{\displaystyle f(p)=0,\ p\in {\mathcal {M}}}

Els conjunts no suaus, o que satisfent una equació semblant a l'anterior però on f no fos diferenciable en general no constitueixen subvarietats diferenciables.

## Càlcul en varietats

### Aspectes que es generalitzen
Moltes de les tècniques del càlcul multivariable són aplicables mutatis mutandis en varietats diferenciables. Podem definir la derivada direccional d'una funció diferenciable en la direcció marcada per un vector tangent a la varietat. Aquesta derivada es comportarà de manera similar al de la derivada ordinària d'una funció definida en l'espai euclidià, almenys localment: hi haurà versions del teorema de la funció implícita i de la funció inversa.
No obstant això, la derivada direccional d'un camp de vectors no estarà definida de forma directa. Hi ha diverses generalitzacions que capten certes característiques formals de la derivació en espais euclidians. Les principals són:
- La derivada de Lie, que queda definida de forma única per l'estructura diferenciable, però deixa de satisfer alguna de les propietats de la derivada direccional.
- Una connexió afí que no està definida de forma única, per la qual cosa ha de ser especificada com una dada afegit a la varietat. Presenta una generalització més completa de les característiques de la derivada direccional ordinària.

Les idees del càlcul integral també poden estendre's a les varietats diferenciables. Trobareu la seva expressió natural en el llenguatge del càlcul exterior amb formes diferenciables. Teoremes fonamentals del càlcul integral en diverses variables, en particular el teorema de Green, el de la divergència i el de Stokes es generalitzen en un sol teorema anomenat teorema de Stokes.

### Vectors tangents en un punt
En una varietat abstracta, en no considerar embeguda en cap espai ambient, no podrem visualitzar l'espai tangent com un subespai afí de l'ambient. La generalització del concepte d'espai tangent requerirà concebre els vectors tangents com operadors que representen una derivada direccional.
A {\displaystyle \mathbb {R} ^{n}} podem visualitzar un vector {\displaystyle X_{p}=(a^{1},\cdots ,a^{n})} com un operador {\displaystyle X_{p}:C^{\infty }(p)\longrightarrow \mathbb {R} } que actua sobre una funció {\displaystyle f\in C^{\infty }(p)} diferenciable en un entorn qualsevol de p, i ens torna el seu derivada en la direcció marcada per {\displaystyle X_{p}}:
{\displaystyle X_{p}(f)=\sum {a^{i}{\frac {\partial f}{\partial x^{i}}}}}
En els anys 1960 sorgeix la definició axiomàtica de vector tangent en un punt d'una varietat, com a generalització de l'anterior. Un vector {\displaystyle X_{p}} tangent a una varietat serà un operador {\displaystyle X_{p}:C^{\infty }(p)\longrightarrow \mathbb {R} } que satisfaci:
1. La condició de linealitat: {\displaystyle X_{p}(\alpha f+\beta g)=\alpha X_{p}(f)+\beta X_{p}(g)}
2. La regla de Leibniz: {\displaystyle X_{p}(fg)=X_{p}(f)g(p)+f(p)X_{p}(g)}.

El conjunt de vectors tangents en un punt formen un espai vectorial de la mateixa dimensió que la varietat anomenat espai tangent En pi notat com {\displaystyle T_{p}M}. En principi, espais tangents en punts diferents no són comparables. Però podem formar amb ells una varietat de dimensió el doble de la dimensió de M, que es dirà fibrat tangent i es notarà com TM. Com a conjunt, {\displaystyle TM=\cup _{p\in M}{T_{p}M}}

### Aplicacions diferenciables
Una aplicació {\displaystyle F:M\longrightarrow N} es dirà diferenciable si la seva expressió en cartes ho és. Formalment, F és diferenciable si per a tot punt p de M podem trobar una carta {\displaystyle (U,\phi )} de M que el contingui i una carta {\displaystyle (V,\psi )} de L que contingui F (p) tals que {\displaystyle \psi \circ F\circ \phi ^{-1}} sigui diferenciable.
Una aplicació diferenciable indueix un homomorfisme d'espais vectorials {\displaystyle dF_{p}:T_{p}M\longrightarrow T_{f(p)}N} entre els espais tangents respectius. Igual que en el càlcul diferencial ordinari, podrem aproximar un objecte diferenciable (F) per un objecte lineal ({\displaystyle d_{p}F}).

## Relació amb varietats topològiques
Donada una varietat topològica, ens podem preguntar si s'admetrà sempre una estructura diferenciable {\displaystyle C^{k}} o si aquesta estructura serà única. En primer lloc, segons un teorema a causa de Whitney, en qualsevol varietat amb una estructura {\displaystyle C^{k}} amb k> 0, hi ha una única estructura C∞ compatible amb l'anterior.
L'existència i unicitat està garantida en dimensions menors que 4:
- Tota varietat topològica de dimensió 1, 2, o 3 té una única estructura diferenciable (excepte difeomorfismes).

La situació és diferent en dimensió superior:
- Es coneixen exemples de varietats topològiques que no admeten cap estructura diferenciable (teorema de Donaldson),
- i d'altres que admeten múltiples estructures difeomorfes (fins i tot una quantitat no numerable d'elles).

Alguns exemples:
- Només hi ha una estructura diferenciable (excepte difeomorfismes) sobre {\displaystyle \mathbb {R} ^{n}} excepte quan n = 4, cas que admet un nombre no numerable d'estructures diferenciables.
- La següent taula mostra el nombre d'estructures diferenciables (mòdul homeomorfismes que conserven l'orientació) sobre la NI esferes per dimensions n < 19. Les esferes amb estructures diferenciables diferents de la usual es coneixen amb el nom d'esferes exòtiques.

| Dimensió    | 1 | 2 | 3 | 4 | 5 | 6 | 7  | 8 | 9 | 10 | 11  | 12 | 13 | 14 | 15     | 16 | 17 | 18 |
| Estructures | 1 | 1 | 1 | ? | 1 | 1 | 28 | 2 | 8 | 6  | 992 | 1  | 3  | 2  | 16.256 | 2  | 16 | 16 |
| ----------- | - | - | - | - | - | - | -- | - | - | -- | --- | -- | -- | -- | ------ | -- | -- | -- |

## Definicions alternatives
Hi ha almenys dues maneres de definir el que és una varietat diferenciable, ambdues equivalents: per mitjà de parametritzacions o per mitjà d'aplicacions coordenades. La diferència és subtil, però important.
A més, en el cas de espais euclidians hi ha una sèrie de definicions equivalents que són més senzilles que en el cas general.

### Definició mitjançant parametritzacions .
Sigui {\displaystyle M} un conjunt (en principi podria ser buit, però és un cas trivial), {\displaystyle n\geq 0} i {\displaystyle r\geq 0} dos nombres enters, una família {\displaystyle \{(U_{\lambda },x_{\lambda }):\lambda \in \Lambda \}} en la qual cada {\displaystyle U_{\lambda }\subset \mathbb {R} ^{n}} és un obert i cada {\displaystyle x_{\lambda }:U_{\lambda }\longrightarrow M} un aplicació injectiva, de manera que es compleixi que:
1. {\displaystyle \bigcup _{\lambda \in \Lambda }x_{\lambda }(U_{\lambda })=M},
2. daus qualssevol dos {\displaystyle \alpha ,\beta \in \Lambda } de manera que {\displaystyle x_{\alpha }(U_{\alpha })\cap x_{\beta }(U_{\beta })=W\neq \varnothing } ha de passar que {\displaystyle x_{\alpha }^{-1}(E)} i {\displaystyle x_{\beta }^{-1}(E)} són oberts de {\displaystyle \mathbb {R} ^{n}} i l'aplicació {\displaystyle x_{\alpha }^{-1}\circ x_{\beta }} és diferenciable d'ordre {\displaystyle r} a {\displaystyle U_{\alpha }} (ie, {\displaystyle x_{\alpha }^{-1}\circ x_{\beta }\in C^{r}(U_{\alpha })}).

sota aquestes condicions, cada parell {\displaystyle (U_{\lambda },x_{\lambda })} de manera que {\displaystyle p\in x_{\lambda }(U_{\lambda })\subset M} s'anomena una carta local o sistema de coordenades de {\displaystyle M} a {\displaystyle p}, {\displaystyle x_{\lambda }} s'anomena parametrització de {\displaystyle M} per {\displaystyle p}, {\displaystyle x_{\lambda }(U_{\lambda })} s'anomena entorn coordinat de {\displaystyle p}, i la família {\displaystyle \{(U_{\lambda },x_{\lambda }):\lambda \in \Lambda \}} és denominada una atles sobre {\displaystyle M}. Si un atles {\displaystyle A} és maximal (relatiu a l'ordre donat per la inclusió de conjunts) entre tots els atles sobre {\displaystyle M} (per descomptat sota les condicions 1 i 2, ja que d'altra manera no seria atles) es diu que l'atles {\displaystyle A} és una estructura diferenciable sobre {\displaystyle M}.
El conjunt {\displaystyle \{G\subset M:x_{\lambda }^{-1}(G)\in \tau (U_{\lambda }),\lambda \in \Lambda \}} (on aquí {\displaystyle \tau (U_{\lambda })} representa la topologia del conjunt {\displaystyle U_{\lambda }}) no és altra cosa que la topologia final En {\displaystyle M} per a la família {\displaystyle \{(U_{\lambda },x_{\lambda }):\lambda \in \Lambda \}}. Quan es pren una estructura diferenciable {\displaystyle A} sobre {\displaystyle M} i la topologia final a {\displaystyle M} per aquesta estructura diferenciable fa de {\displaystyle M} un espai topològic que compleix el segon axioma de numerabilitat i la propietat de Hausdorff, llavors es diu que el parell {\displaystyle (M,A)} format pel conjunt {\displaystyle M} i l'estructura diferenciable {\displaystyle A} sobre {\displaystyle M} és una varietat topològica de dimensió {\displaystyle n} i classe {\displaystyle r}. Quan a més {\displaystyle r>0}, llavors es diu que {\displaystyle (M,A)} és una varietat diferenciable (de dimensió {\displaystyle n} i classe {\displaystyle r}).

### Definicions en espais euclidians
Hi ha almenys quatre maneres (totes equivalents entre si) de definir una varietat diferencial quan se les considera com a subconjunts d'un espai euclidià. Cadascuna d'elles és útil, i depenent del context o de la dificultat del problema es farà servir una o altra, o fins i tot es combinaran diverses a la vegada.
Representació implícita d'una varietat diferenciableSigui {\displaystyle E} un espai euclidià de dimensió {\displaystyle n\geq 0} i sigui {\displaystyle S\subset E}. Direm que {\displaystyle S} és una varietat diferenciable en {\displaystyle E} de dimensió {\displaystyle k} (on {\displaystyle 0\leq k\leq n} és un nombre enter) i classe {\displaystyle C^{r}} (on {\displaystyle r\geq 1} és un nombre sencer) si per a cada {\displaystyle x_{0}\in S} hi ha un entorn obert {\displaystyle U\subset E} de {\displaystyle x_{0}} i una aplicació {\displaystyle \Phi :U\longrightarrow \mathbb {R} ^{nk}} de manera que:
1. {\displaystyle \Phi } és de classe {\displaystyle r} sobre {\displaystyle U} (és a dir, {\displaystyle \Phi \in C^{r}(U)}),
2. la matriu jacobiana de {\displaystyle \Phi } té rang {\displaystyle nk} (és a dir, {\displaystyle rang[D\Phi (x_{0})]=nk}),
3. {\displaystyle S\cap U=\{x\in U:\Phi (x)=0\}}.

A la igualtat {\displaystyle \Phi (x)=0} l'anomenarem representació implícita local de la varietat {\displaystyle S} al punt {\displaystyle x_{0}}, o simplement direm que la varietat ve donada implícitament per {\displaystyle \Phi } a {\displaystyle x_{0}}.
Si hi ha un obert {\displaystyle V\subset E} i una aplicació {\displaystyle \Phi \in C^{r}(V)} (on {\displaystyle r\geq 1} és un nombre enter) de manera que {\displaystyle S=\{x\in V:\Phi (x)=0,rang[D\Phi (x)]=nk\}\neq \varnothing }, a la igualtat {\displaystyle \Phi (x)=0} s'anomena representació implícita global de la varietat, o es diu simplement que la varietat ve donada implícitament per {\displaystyle \Phi }. En aquest cas podem prendre com a representació implícita local per cada punt de {\displaystyle S} l'obert {\displaystyle U=\{x\in V:rang[D\Phi (x)]=nk\}} i l'aplicació {\displaystyle \Phi }.
Representació explícita d'una varietat diferenciable
Sigui {\displaystyle E} un espai euclidià de dimensió {\displaystyle n\geq 0} i sigui {\displaystyle S\subset E}. Direm que {\displaystyle S} és una varietat diferenciable en {\displaystyle E} de dimensió {\displaystyle k} (on {\displaystyle 0\leq k\leq n} és un nombre enter) i classe {\displaystyle C^{r}} (on {\displaystyle r\geq 1} és un nombre sencer) si per a cada {\displaystyle x_{0}\in S} hi ha:
1. una base {\displaystyle <u_{1},u_{2},...,u_{n}>} de {\displaystyle E},
2. un obert {\displaystyle V\subset E_{1}} de {\displaystyle z_{0}:=x_{0}^{1}u_{1}+x_{0}^{2}u_{2}+...+X_{0}^{k}u_{k}}, on es defineix el subespai {\displaystyle E_{1}} com l'espai generat per {\displaystyle \{u_{1},...,u_{k}\}},
3. un obert {\displaystyle W\subset E_{2}} de {\displaystyle y_{0}:=x_{0}^{k+1}u_{k+1}+x_{0}^{k+2}u_{k+2}+...+X_{0}^{n}u_{n}}, on es defineix el subespai {\displaystyle E_{2}} com l'espai generat per {\displaystyle \{u_{k+1},...,u_{n}\}},
4. una aplicació {\displaystyle f:V\longrightarrow W} de classe r sobre V (és a dir, {\displaystyle f\in C^{r}(V)}) de manera que {\displaystyle f(z_{0})=y_{0}} i {\displaystyle S\cap (V\times E)=\{(z,f(z))\in E_{1}\times E_{2}:z\in V\}}.

L'última condició equival a dir que {\displaystyle S\cap (V\times E)} és la gràfica {\displaystyle Gr(f)} de {\displaystyle f}. A la igualtat {\displaystyle y=f(z),z\in V}, o simplement a l'aplicació {\displaystyle f}, se l'anomena representació explícita local de la varietat {\displaystyle S} al punt {\displaystyle x_{0}}. Si hi ha una única aplicació {\displaystyle f} tal que {\displaystyle S=Gr(f)}, llavors {\displaystyle f} s'anomena representació explícita global de la varietat.
Representació difeomórfica local d'una varietat diferenciable
Sigui {\displaystyle E} un espai euclidià de dimensió {\displaystyle n\geq 0} i sigui {\displaystyle S\subset E}. Direm que {\displaystyle S} és una varietat diferenciable en {\displaystyle E} de dimensió {\displaystyle k} (on {\displaystyle 0\leq k\leq n} és un nombre enter) i classe {\displaystyle C^{r}} (on {\displaystyle r\geq 1} és un nombre sencer) si per a cada {\displaystyle x_{0}\in S} hi ha un entorn obert {\displaystyle U_{0}\subset E} de {\displaystyle x_{0}} i una aplicació {\displaystyle \Psi :U_{0}\longrightarrow \mathbb {R} ^{n}} de manera que:
1. {\displaystyle \Psi } és un difeomorfismo de classe {\displaystyle r} entre {\displaystyle U_{0}} i la seva imatge (és a dir, {\displaystyle \Psi \in C^{r}(U_{0})} és injectiva),
2. {\displaystyle \Psi (S\cap U_{0})=\Psi (U_{0})\cap (\mathbb {R} \times \{0\}^{nk})}.

A l'aplicació {\displaystyle \Psi (x)=0} l'anomenarem representació difeomórfica local de la varietat {\displaystyle S} al punt {\displaystyle x_{0}}.
Cal observar que, a conseqüència de ser {\displaystyle \Psi } difeomorfismo local i {\displaystyle U_{0}} obert, {\displaystyle \Psi (U_{0})} és també un obert de {\displaystyle \mathbb {R} ^{n}}.
Representació paramètrica d'una varietat diferenciable
Sigui {\displaystyle E} un espai euclidià de dimensió {\displaystyle n\geq 0} i sigui {\displaystyle S\subset E}. Direm que {\displaystyle S} és una varietat diferenciable en {\displaystyle E} de dimensió {\displaystyle k} (on {\displaystyle 0\leq k\leq n} és un nombre enter) i classe {\displaystyle C^{r}} (on {\displaystyle r\geq 1} és un nombre sencer) si per a cada {\displaystyle x_{0}\in S} hi ha un entorn obert {\displaystyle U_{1}\subset E} de {\displaystyle x_{0}}, un obert no buit {\displaystyle V\subset \mathbb {R} ^{k}}, un element {\displaystyle t_{0}\in V} i una aplicació {\displaystyle \varphi :V\longrightarrow E} de manera que:
1. {\displaystyle \varphi (t_{0})=x_{0}},
2. la jacobiana {\displaystyle d\varphi (t_{0})} de {\displaystyle \varphi } a {\displaystyle t_{0}} és injectiva,
3. {\displaystyle \varphi } és un Homeomorfisme de classe {\displaystyle r} sobre {\displaystyle V} (és a dir, {\displaystyle \varphi \in C^{r}(V)} és contínua, oberta i injectiva) entre {\displaystyle V} i {\displaystyle S\cap U_{1}} (amb la topologia relativa).

A l'aplicació {\displaystyle \varphi } l'anomenarem representació paramètrica local de la varietat {\displaystyle S} al punt {\displaystyle x_{0}}.